# Sathytes perpusillus
Sathytes perpusillus is een keversoort uit de familie van de kortschildkevers (Staphylinidae). De wetenschappelijke naam van de soort werd voor het eerst geldig gepubliceerd in 2012 door Yin en Li.